# Rostellariella
Rostellariella là một chi ốc biển, là động vật thân mềm chân bụng sống ở biển trong họ Rostellariidae.

## Các loài
Các loài thuộc chi Rostellariella bao gồm:
- Rostellariella barbieri Morrison, 2008
- Rostellariella delicatula (Nevill, 1881) - syn. Tibia delicatula Nevill, 1881
- Rostellariella lorenzi Morrison, 2005
- Rostellariella martinii (Marrat, 1877)